# Amimopina macleayi
Amimopina macleayi är en snäckart som först beskrevs av Brazier 1876.  Amimopina macleayi ingår i släktet Amimopina och familjen Cerastuidae. Inga underarter finns listade i Catalogue of Life.